# Мишел Турније
Мишел Турније (фр. Michel Tournier; Париз 19. децембар 1924 -- Шоазел 18. јануар 2016) био је француски писац. Добитник је награда као што су Велика награда за роман Француске академије 1967. године за роман Петко или лимбови Пацифика и Гонкурову награду за Краља Виловњака 1970. године. Његова инспирација укључивала је традиционалну немачку културу, католичанство и филозофије Gastonа Bachelardа-а. Становао је у Шоазелу и био члан Академие Гонкур. Његова аутобиографија преведена је и објављена као Дух ветра (The Wind Spirit, Beacon Press, 1988). Био је номинован за Нобелову награду за књижевност. 

## Биографија
Турније је рођен у Француској од родитеља који су се упознали на Сорбони током студија немачког језика, а младост је провео у Сен Жермен ан Леу. Немачки је научио рано, боравећи сваког лета у Немачкој. Студирао је филозофију на Сорбони и на универзитету у Тибингену и похађао курс филозофа Мориса де Гандилака. Желео је да предаје филозофију у средњој школи, али, као и његов отац, није успео да добије француску агрегацију (такмичарски испит за државну службу у француском систему јавног образовања) .
Турније се придружио Radio France-у као новинар и преводилац и водио L'heure de la culture française. Године 1954. радио је у реклами за Европу 1 . Такође је сарађивао за новинама Le Monde и Le Figaro. Од 1958. до 1968. године, Турније је био главни уредник француске издавачке куће Плон. Године 1967. Турније је објавио своју прву књигу, Петко или лимбови Пацифика, препричавање Робинзона Крусоа Даниела Дефоа, за коју је награђен Великом наградом за роман Француске академије.
Суоснивач је, 1970. године, са фотографом Лисијеном Клергом  (Lucien Clergue) и историчарем Жан-Морисом Рукетом (Jean-Maurice Rouquette), годишњег фестивала фотографије Rencontres d'Arles-а. У исто време направио је за телевизију педесет издања месечног програма Chambre noire, посвећених фотографији, уз интервјуисање фотографа за сваки програм.
Турније је умро 18. јануара 2016. у Шоазелу у Француској у 91. години 

## Одабрани радови
- Vendredi ou les Limbes du Pacifique (Friday) (1967) - Grand Prix du roman de l'Académie française
- Le Roi des aulnes (1970) (The Erl-King translated 1972 by Barbara Bray, a.k.a. The Ogre)

Le Roi des aulnes је направљен филм 1996. године Der Unhold (The Ogre), у режији Volker Schlöndorff-а и такође је прилагођен за сцену Tom Perrin 2002. године.
- Les Météores (Близанци, 1975)
- Le Vent Paraclet (Дух ветра, 1977)
- Vendredi ou la Vie sauvage (Петко и Робинсон, 1977)
- Le Coq de bruyère (Фетишист и друге приче, 1978)
- Gaspard, Melchior et Balthazar (Четири мудраца, 1980)
- Le Vol du vampire (1981)
- Gilles et Jeanne (Gilles and Jeanne, 1983)
- La Goutte d'or  ( Златна капљица, 1986)
- Petites Proses (1986)
- Le Medianoche amoureux (The Midnight Love Feast, 1989)
- La Couleuvrine (1994)
- Le Miroir des idées  (Огледало идеја, 1994)
- Eléazar ou la Source et le Buisson (Елеазар, Излазак на запад, 1996)
- Часопис ектиме (2002)